# Lophocoleus acuta
Lophocoleus acuta är en fjärilsart som beskrevs av Robinson 1975. Lophocoleus acuta ingår i släktet Lophocoleus och familjen nattflyn. Inga underarter finns listade i Catalogue of Life.